# Marin Faliero (opera)
Marin Faliero è una tragedia lirica di Gaetano Donizetti, su libretto di Giovanni Emanuele Bidera. L'opera debuttò al Théâtre Italien di Parigi il 12 marzo 1835.

## Donizetti contro Bellini
Le prime rappresentazioni in Italia e all'estero ottennero un grande successo grazie alla prestigiosa compagnia di canto (Luigi Lablache, Antonio Tamburini, Giulia Grisi, Giovan Battista Rubini). La stessa compagnia di canto era già stata protagonista de I puritani di Vincenzo Bellini (rispettivamente, Giorgio, Riccardo, Elvira ed Arturo) nello stesso teatro. Il paragone tra le due opere fu ovviamente inevitabile, e per questo ci fu una sorta di contrasto tra i due compositori. Bellini non risparmiò feroci critiche a Donizetti, che, invece lo ammirava e lo stimava, anche se questa stima non verrà mai ricambiata. Purtroppo l'opera di Donizetti nel tempo non resse più il paragone con quella di Bellini, ed uscì dal repertorio.
 Tornò alla ribalta solo nel 1966 a Bergamo. Nel 1970 fu eseguita a Milano, e in seguito incisa in studio (protagonista Cesare Siepi). Le più recenti esecuzioni italiane avvengono nel 2002 al Regio di Parma, nel 2003 al Teatro Malibran di Venezia, nel 2008 a Sassari e Bergamo protagonista Giorgio Surjan. Nel 2020 torna a Bergamo per inaugurare il Teatro Gaetano Donizetti restaurato, con Michele Pertusi nel ruolo del titolo (già protagonista delle edizioni di Parma e Venezia).

## Cast della prima assoluta
| Ruolo         | Registro vocale | Interprete               |
| ------------- | --------------- | ------------------------ |
| Marin Faliero | basso           | Luigi Lablache           |
| Israele       | baritono        | Antonio Tamburini        |
| Fernando      | tenore          | Giovanni Battista Rubini |
| Elena         | soprano         | Giulia Grisi             |
| Steno         | baritono        | Vincenzo Santini         |
| Un gondoliere | tenore          | Nicola Ivanoff           |

## Trama

### Atto I
Venezia, 1355. I lavoratori dell’arsenale commentano una scritta apparsa a Rialto che accusa Elena, moglie del doge Marino Faliero, di aver tradito il marito. Il loro capo, Israele Bertucci, rievoca un'impresa compiuta insieme a Faliero in occasione dell'assedio di Zara nel 1345. Arriva Steno, un arrogante patrizio: accusa gli artigiani di non lavorare abbastanza e minaccia punizioni. Israele e i suoi criticano la prepotenza dei nobili.
Nel palazzo del doge, suo nipote Fernando, innamorato corrisposto di Elena, ha deciso di lasciare Venezia. Giunge Elena, che gli dona un velo a ricordo del loro amore. Il doge, ignaro del legame tra i due, allontana la moglie e confida al nipote il proprio turbamento per l’infamante accusa a lei rivolta. Faliero è anche amareggiato per l’invito a una festa in maschera del patrizio Leoni, alla quale si sente costretto a partecipare.
Rimasto solo, il doge è raggiunto da Israele che gli svela una congiura contro i patrizi. I due si accordano: alla festa di Leoni, Israele indicherà al doge il numero e il nome di coloro che hanno aderito. Nel palazzo di Leoni arrivano Faliero, Elena e Fernando. Il doge si apparta con Israele che gli comunica che i congiurati agiranno la notte stessa, muovendo da San Giovanni e Paolo. Elena è infastidita da una maschera. È Steno, che Fernando sfida a duello: si incontreranno all’alba, a San Giovanni.

### Atto II
I congiurati si riuniscono a San Giovanni. Arriva anche Fernando che attende l’ora del duello. Quando il campanile suona le tre, si avvia al luogo stabilito. I congiurati escono allo scoperto, raggiunti dal doge. Mentre un temporale si avvicina, si sente un rumore di spade: Fernando è stato colpito a morte e nell’agonia indica Steno come suo uccisore.

### Atto III
Nel palazzo ducale, Faliero annuncia a Elena la morte di Fernando. In quel momento entra Leoni a reclamare la presenza del doge contro i congiurati. Faliero se ne dichiara capo e si proclama re, ma viene arrestato dagli sbirri, mentre Elena si abbandona alla disperazione. Nella sala del Consiglio dei Dieci, Faliero, Israele e gli altri congiurati vengono condannati a morte.
Rimasto solo, il doge deposto viene raggiunto da Elena. Faliero le chiede di essere sepolto con il velo che il nipote portava con sé. Elena lo riconosce e, assalita dal rimorso, confessa di aver amato Fernando. Dapprima furioso, Faliero si placa, perdona la sposa e si avvia al patibolo. Elena prega e, quando i tamburi annunciano l’esecuzione, cade svenuta.

## Numeri musicali
- Sinfonia e Preludio

### Atto I
- N. 1 - Introduzione Issa, issa, issa, là - Era anch'io di quella schiera (Coro, Israele, Steno)
- N. 2 - Scena e Cavatina No, no, di abbandonarla - Di mia patria bel soggiorno (Fernando)
- N. 3 - Scena e Duetto Ma giunge alcun? - Tu non sai, la nave è presta (Fernando, Elena)
- N. 4 - Scena e Duetto Israele, che vuoi? - Se pur giungi a trucidarlo (Faliero, Israele)
- N. 5 - Scena e Coro Le rose di Bisanzio - Vieni, o dell'Adria (Leoni, Steno, Coro)
- N. 6 - Scena e Finale I Siam soli... - A che smarrita? - Invitato all'empia festa (Israele, Faliero, Elena, Fernando, Steno, Coro, Leoni)

### Atto II
- N. 7 - Coro di Gondolieri e Barcarola Siam figli della notte - Or che in ciel alta è la notte (Coro, Gondoliere)
- N. 8 - Scena ed Aria Notte d'orrore! - Io ti veggio; or vegli e tremi (Fernando)
- N. 9 - Scena ed Aria di Faliero Finì la festa di Leoni? - Bello ardir di congiurati (Pietro, Israele, Strozzi, Beltrame, Coro, Faliero, Fernando)

### Atto III
- N. 10 - Coro La notte inoltrasi (Coro, Irene)
- N. 11 - Scena ed Aria di Elena Ma già si desta... Tutto or morte, oh dio, m'invola (Irene, Elena, Faliero, Leoni, Coro)
- N. 12 - Coro ed Aria di Israele Lode a Leoni! - Odo il suon di chi sprezza i perigli (Leoni, Coro, Israele, Faliero, Marco, Arrigo, Giovanni)
- N. 13 - Preghiera Gran dio, che in tua virtù (Faliero)
- N. 14 - Scena e Duetto finale Elena mia! - Santa voce al cuor mi suona (Elena, Faliero, Coro, Voce di dentro)

## Brani famosi
- No, no di abbandonarla cavatina di Fernando (Atto I)
- Se pur giungi a trucidarlo, duetto tra Israele e Faliero (Atto I)
- Bell'ardir di congiurati, aria di Faliero (Atto II)
- Santa voce al cor duetto di Elena e Faliero (Atto III)

## Discografia
| Anno | Cast: Marino Faliero, Israele Bertucci, Fernando, Elena              | Direttore, Orchestra e Coro | Etichetta |
| ---- | -------------------------------------------------------------------- | --- | --- |
| 1966 | Agostino Ferrin, Carlo Meliciani, Angelo Mori, Margherita Roberti    | Adolfo Camozzo, Orchestra e Coro del Teatro Donizetti di Bergamo (Registrazione dal vivo al Teatro Donizetti di Bergamo)                 | LP: - Raritas OPR 4 - E. J. SMITH EJS 381 - GFC 31/32 CD: - Melodram 27030                                                                |
| 1976 | Cesare Siepi, Licinio Montefusco, Giuliano Ciannella, Marisa Galvany | Elio Boncompagni, Orchestra Sinfonica di Milano della RAI                                                                                | LP: - HRE 426 (1984) CD: - Bongiovanni 2408/9-2 (2006) - Myto Records MCD 054.314 - House of Opera CD 102 - Première Opera Ltd. CDNO 4542 |
| 1999 | Tamás Altorjay, Attila Réti, Tamás Albert, Mária Farkasréti          | Tamás Pál, Orchestra Salieri e Coro del Teatro Nazionale di Seghedino                                                                    | CD: - Agorà AG 229.2 |
| 2002 | Michele Pertusi, Roberto Servile, Rockwell Blake, Mariella Devia     | Ottavio Dantone, Orchestra e Coro del Teatro Regio di Parma (Registrato a Parma il 2 gennaio)                                            | CD: - Première Opera Ltd. CDNO 4392 DVD: - Hardy Video Classic - House of Opera DVDBB 681 - House of Opera DVDCC 878                      |
| 2008 | Giorgio Surian, Luca Grassi, Ivan Magri, Rachele Stanisci            | Bruno Cinquegrani, Orchestra e Coro del Festival Donizetti di Bergamo (Registrato al Teatro Donizetti, Bergamo, 31 ottobre e 2 novembre) | DVD: - Naxos VD 2.110616-17 |